# Тель-Авивский округ
Тель-Авивский округ (ивр. מחוז תל אביב‎) — один из семи административных округов Израиля. Площадь — 176 км². Административный центр — Тель-Авив. Агломерация, образовавшаяся вокруг округа и соседних городов, называется Гуш-Дан.

## Население
По статистическим данным Центрального статистического бюро Израиля население округа на 2023 год составляет 1 507 300 человек.
В процентном соотношении:
- Евреи: 1 202 600 чел. (93,6 %)
- Арабы: 17 500 чел. (1,4 %)
- Другие: 64 900 чел. (5,0 %)

## Региональные советы
Центральный округ является единственным в Израиле округом, в котором отсутствуют региональные советы.